# 렛츠 트위스트
렛츠 트위스트(Let's Twist)는 대한민국 경기도 용인시 처인구 포곡읍 전대리에 위치한 에버랜드의 아메리칸 어드벤쳐에 있는 스릴라이드 어트랙션이다. 2007년 4월까지 과거 '크레이지 리모'(舊.샤크)가 있던 자리에 2008년 3월 14일경 T 익스프레스와 함께 파격적으로 개장한 스릴 어트랙션으로, 바람개비처럼 되어 있는 탑승물이 비스듬한 궤도로 회전하다가 20m 상공까지 올라가면서 입체회전을 즐길 수 있는 어트랙션이다.
키 제한이 더블 락스핀과 함께 140cm로 에버랜드 내에서 가장 엄격하다.

## 테마곡
렛츠 트위스트 테마송(2008)
때로는 즐겨먹던 과자도 재밌는 게임도 모두 지겨워질 때가 있지?
그럴 땐 짜증나 뭐 재밌는 걸 찾아보려 해도 모두 똑같지
어쩔 땐 마법에라도 걸린 듯 모든 게 내 뜻과는 반대로 굴러가지
정말 미치겠어 나의 앞은 가로막은 세상 흔들어 죽겠어
모두 다 렛츠 트위스트! Oh, Shake it!
지금 렛츠 트위스트! Turn The World!
모두 다 렛츠 트위스트! Everybody Shake it!
렛츠 트위스트! Turn The World!
I'll Shake This World, Isn't it Name?
빠르게 돌아간 일상에 어릴적 꿈들을 모두 잊은 것 같아 슬퍼
이런게 아니야 내 어렸을 적 소중했던 꿈들 찾아 나섰지
조명이 가득한 예쁜 트위스트 머신 멋진 기타를 친 당당한 나의 모습
이게 내 전부지 내 모습이 맘에 들었다면 모두 일어나!
(모두 다 Let's) 너를 괴롭히던 그 많은 걱정
(Twist) 바닥에 던져 버려 두 발로 밟아
(모두 다 Let's) 힘껏 문질러 (Twist) 흔들어
(Let's) Oh! (Twist) 이 리듬을 즐겨! 세상 모두가 흔들릴 때까지
모두 다 렛츠 트위스트! Oh Shake it!
지금 렛츠 트위스트! Turn The World!
모두 다 렛츠 트위스트! Everybody Shake it!
렛츠 트위스트! Shake The World!
I,ll Shake This World, Isn't it Name?
모두 다 렛츠 트위스트! Oh Shake it!
지금 렛츠 트위스트! Turn The World!
모두 다 렛츠 트위스트! Everybody Shake it!
렛츠 트위스트! Shake The World!
I'll Shake This World, Isn't it Name?